# Coronation
Coronation is een plaats (town) in de Canadese provincie Alberta en telt 1015 inwoners (2006).